# Prix Atorox

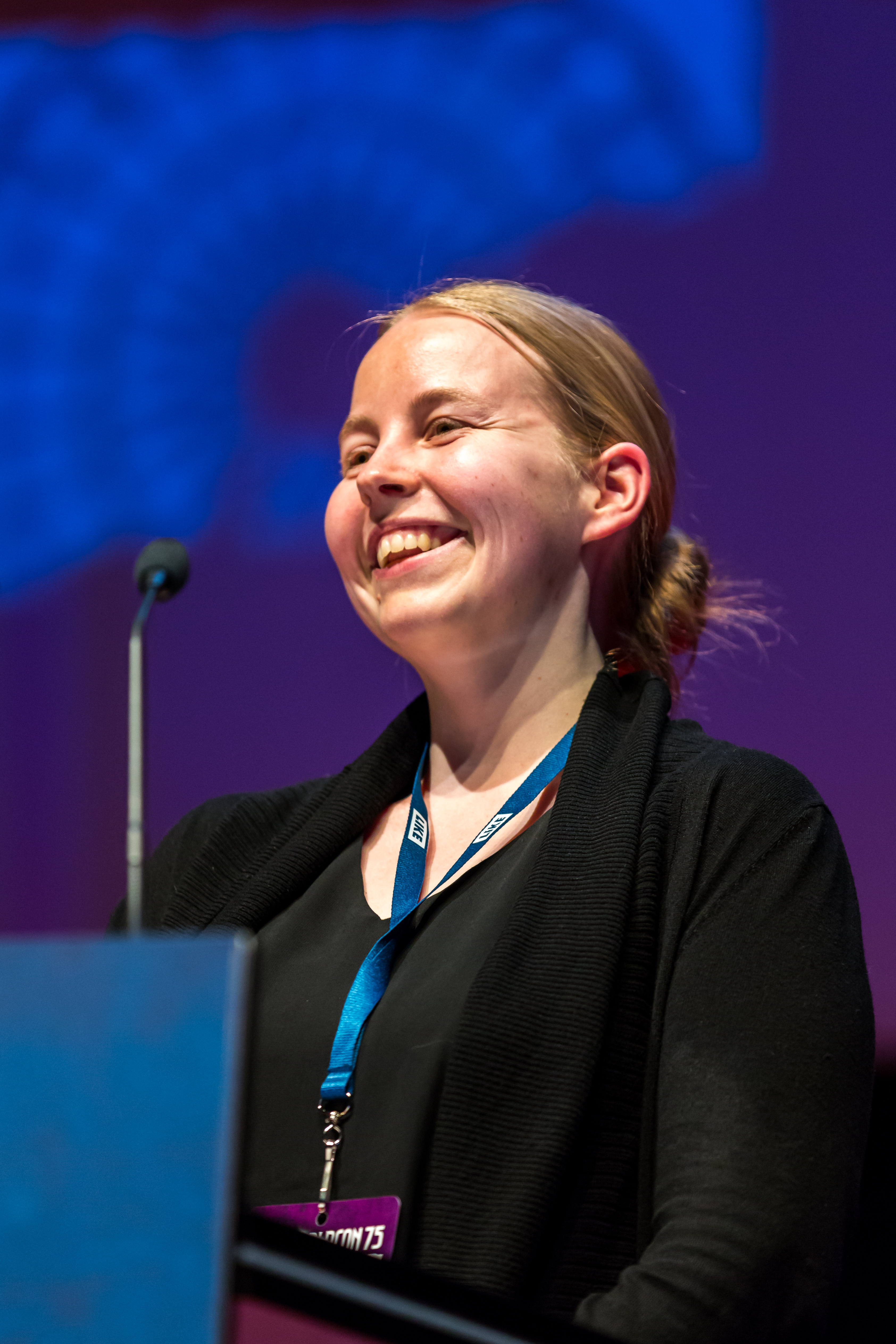
Maiju Ihalainen, gagnante du prix Atorox en 2017

Le prix Atorox est le principal prix littéraire de science-fiction finlandais. 
Il a été institué à Åbo en 1983 et est décerné chaque année à des œuvres de science-fiction ou de fantasy finlandaises.
Ce prix doit son nom à Atorox, un robot mis en scène dans six romans de l'écrivain Aarne Haapakoski.

## Lauréats
- 2023 : Anssi Vartiainen, Hyödyttömän tavaran puoti
- 2022 : Maarit Leijon, Mustarastas
- 2021 : Reetta Vuokko-Syrjänen, Neljäs porsas
- 2020 : Reetta Vuokko-Syrjänen,	Emma Halmin vaihtoehdot kuolemalle
- 2019 : Janos Honkonen, Sadan vuoden huuto
- 2018 : Jenny Kangasvuo, Musta otsa
- 2017 :	Maiju Ihalainen, Itkevän taivaan temppeli
- 2016 : Magdalena Hai, Kaunis Ululian
- 2015 : 	Maiju Ihalainen, Terrakotta
- 2014 : Jussi Katajala, Mare Nostrum
- 2013 : Anni Nupponen, Joka ratasta pyörittää
- 2012 : Pasi Ilmari Jääskeläinen, Kirje Lethelle
- 2011 : Anne Leinonen, Nahat
- 2010 : Heikki Nevala, Koneesta sinä olet syntyvä
- 2009 : Mari Saario, Kenkänaula
- 2008 : Susi Vaasjoki, Taruntekijä
- 2007 : Anne Leinonen, Toisinkainen
- 2006 : Jenny Kangasvuo, Kaikessa lihassa on tahto (Il y a une volonté en toute chair)
- 2005 : Tero Niemi et Anne Salminen, Matka Reformaan (Voyage vers Reforma)
- 2004 : Anne Leinonen, Valkeita lankoja (Fils blancs)
- 2003 : Tero Niemi et Anne Salminen, Ja Jumala kutoi mattoja omista hiuksistaan (Dieu a tissé des tapis avec ses cheveux)
- 2002 : A.C. Ross, Sokeat näkevät unia (Les aveugles voient en rêve)
- 2001 : Johanna Sinisalo, Lentävä hollantilainen (Le Hollandais volant)
- 2000 : Pasi Jääskeläinen, Oi niitä aikoja: elämäni kirjastonhoitajattaren kanssa (Quelle époque: ma vie avec le bibliothécaire)
- 1999 : Pasi Jääskeläinen, Alla pinnan toiseus piilee (Sous la surface l'exclusion)
- 1998 : Pasi Jääskeläinen, Missä junat kääntyvät (Là où les trains rebroussent chemin)
- 1997 : Johanna Sinisalo, Tango merellä
- 1996 : Eeva-Liisa Tenhunen, Ursa Amanda
- 1995 : Atro Lahtela, Poimu
- 1994 : Johanna Sinisalo, Me vakuutamme sinut
- 1993 : Johanna Sinisalo, Kharonin lautta (La Barque de Charon)
- 1992 : Risto Isomäki, Puu
- 1991 : Johanna Sinisalo, Punatähti (L'Étoile rouge)
- 1990 : Ari Tervonen, Matkalla nurinkäännettyyn avaruuteen
- 1989 : Johanna Sinisalo, Hanna
- 1988 : S. Albert Kivinen, Keskiyön Mato Ikaalisissa
- 1987 : Kimmo Saneri, Ollin oppivuodet Aapelin alkuasetelmat
- 1986 : Johanna Sinisalo, Suklaalaput
- 1985: Pekka Virtanen, Perinne (Tradition)
- 1984: Eija Elo, Napoleonin vaihtoviikot (Les Semaines d'échange de Napoléon)
- 1983: Antti Oikarinen, Jumalten vuori